# Михаило-Архангельский монастырь (Комаровка)
Михаило-Архангельский монастырь — женский монастырь Симбирской епархии Симбирской митрополии Русской православной церкви, расположенный в селе Комаровка Ульяновского района Ульяновской области.

## История
Храм в честь Архистратига Божия Михаила в селе Комаровка заложен в 1895 году и возведённый из красного кирпича в русско-византийском стиле в 1918 году (по другим данным: 1917 г. и 1919 г.) стараниями Марии Михайловны Есикорской, Михаила Васильевича Сурова и местных прихожан. Батюшкой, прослужившим в храме с 1921 до 1923 года, был священник Александр Гневушев. Старостой был Василий Михайлович Федоров. Псаломщиком с 1924 и до ареста в 1929 году исправлял Балков Иван Петрович. Храм был закрыт в 1939 году.
Монастырь был основан в 1994 году по инициативе Епископа Симбирского и Мелекесского Прокла (Хазова) на месте возрождаемого Михайловского храма.
19 сентября 1994 года состоялось освящение храма во имя Архангела Михаила (с 2013 г. — ОКН).
Весной 1995 года по согласованию с Патриархом Алексием II для строительства монастыря и организации в нём монашеской жизни из Московской епархии были переведены настоятельницы Ново-Голутвина СвятоТроицкого женского монастыря города Коломна инокиня Марина (Митропольская) и послушница Фотиния (Нецветаева), подвизавшиеся в монастыре с 1990 года.
На переданной монастырю территории выстроены архиерейский, игуменский и келейные корпуса, трапезный корпус с домовым храмом во имя Жён-мироносиц, гостиница для паломников с колокольней и надвратным храмом во имя свт. Григория Паламы, дом для духовенства, каменная ограда, хозяйственные постройки, разбиты огороды, сады, заведена пасека, вырыт пруд, в котором разводится рыба, основаны художественная и швейная мастерские, устроены купальни на св. источнике и на пруду, деревянная надкладезная часовня. На начало 2017 года в обители проживали 28 сестёр.

## Подворье монастыря
27 июня 2001 года здание игуменского корпуса бывшего Спасского женского монастыря было возвращено и передано в бессрочное и безвозмездное пользование Михаило-Архангельскому женскому монастырю села Комаровка. А в 2017 году Спасское архиерейское подворье, по прошению Митрополита Анастасия (Меткина), решением Священного Синода было переведено в статус Спасского женского монастыря с назначением на должность настоятельницы монахини Сергии (Вотриной), которая 26 октября 2017 года была возведена в сан игумении.
7 октября 2020 г. указом Высокопреосвященнейшего Лонгина (Корчагина), Митрополита Симбирского и Новоспасского, в Ульяновске образовано Владимирское подворье женского монастыря Архангела Михаила с. Комаровка. 28 декабря 2023 года Владимирское подворье г. Ульяновска женского монастыря Архангела Михаила с. Комаровка преобразовано в Архиерейское подворье храма святого равноапостольного великого князя Владимира.

## Храмы монастыря
- Церковь Михаила Архангела (Объект культурного наследия России с 2013 г.)[6][7][13]
- Церковь при игуменском корпусе[14]
- Часовня Михаила Архангела (надкладезная)[15]
- Часовня Михаила Архангела (купальня)[16]

## Святыни
Святыни Михаило-Архангельского монастыря:
- Образ «Покров Архангела Михаила», заказанный в 1997 г. для монастыря епископом Ульяновским и Мелекесским Проклом (Хазовым),
- Казанская икона Божией Матери, почерневший лик которой просветлел в монастыре,
- икона свт. Иоанна (Максимовича), архиепископа Сан-Францисского и Западноамериканского, с частицей мощей,
- икона Иверский образ Божией Матери, привезённый с Афона в 2016 г.,
- ковчег с частицами мощей 18 святых, в том числе равноап. Марии Магдалины, святителей Игнатия (Брянчанинова), Тихона Задонского, прмц. вел. кнг. Елисаветы Феодоровны и мц. Варвары, преподобных Пимена Великого, оптинских старцев, Александра Свирского, Зосимы Соловецкого и др.
- Святой источник Архистратига Михаила[17].

## Престольные праздники
Михаил Архистратиг — 19 сентября (воспоминание чуда в Хо́нех), 21 ноября (собор)

## Галерея

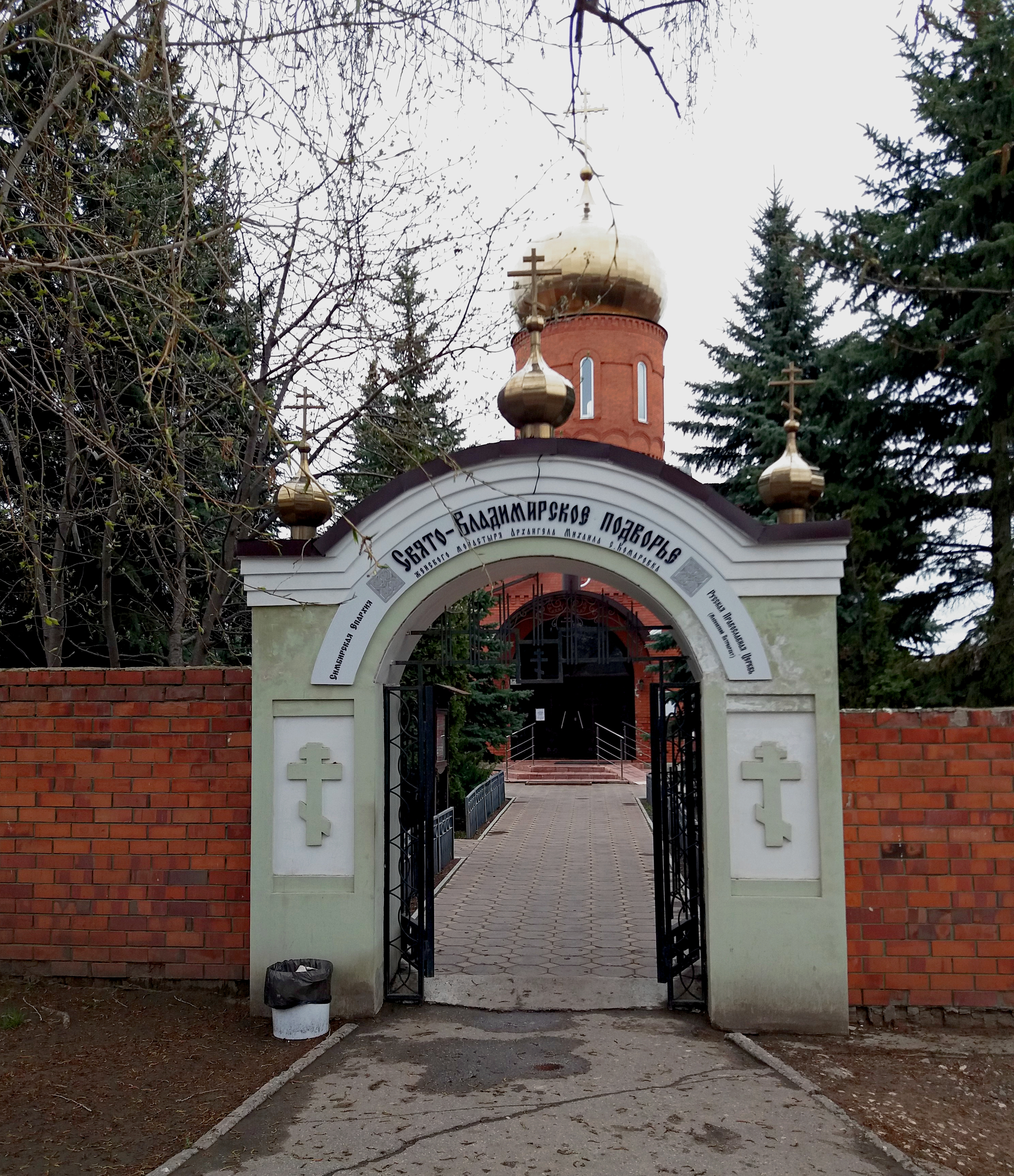
Вход во Свято-Владимирское подворье женского монастыря Архангела Михаила с. Комаровка (Ульяновск, ул. Волжская, 50А).
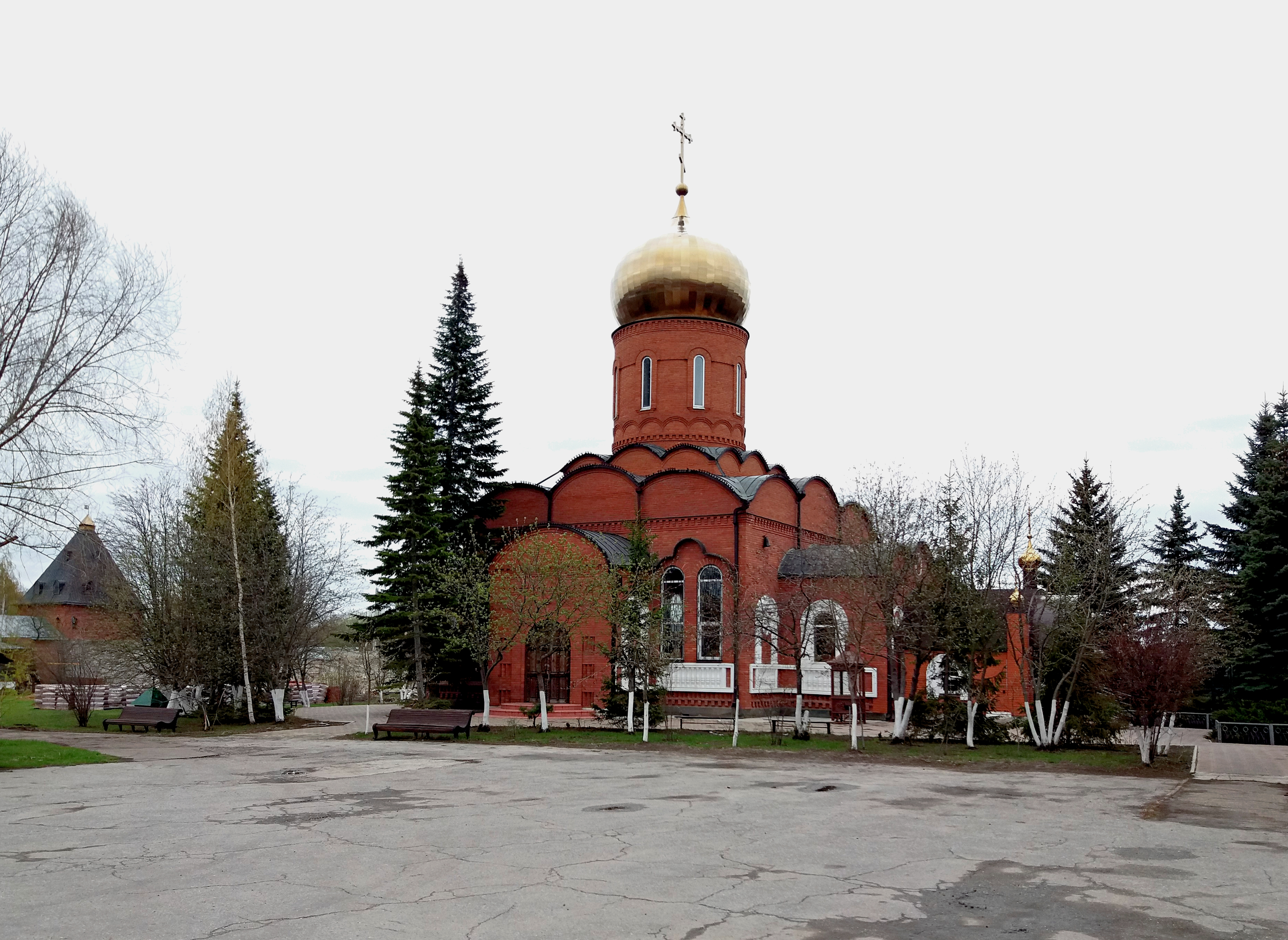
Храм Святого равноапостольного князя Владимира - подворье женского монастыря Архангела Михаила.